# Vénus anadyomène (Rimbaud)
Cet article concerne le poème d'Arthur Rimbaud. Pour le thème artistique, voir Vénus anadyomène. Pour les autres œuvres homonymes, voir Vénus anadyomène (homonymie).
Vénus anadyomène est un sonnet d'Arthur Rimbaud, daté dans son premier manuscrit connu du 27 juillet 1870. Il fait partie des vingt-deux poèmes remis par Rimbaud à son ami Paul Demeny à Douai. Le poème est porté à la connaissance du public en 1891 dans le volume Reliquaire.
Le poème reprend le thème antique de la naissance de Vénus, mais d’une manière qu'on peut qualifier « d’originale, de corporelle, de sexuelle ». Extrêmement provocateur, le poème décrit minutieusement, à la manière d'un blason, de la tête à l'anus, une femme ― généralement associée à une prostituée ―, alors qu'elle sort de son bain. Celle-ci est tatouée avec l'inscription latine « CLARA VENUS ».
Le poème a fait l'objet de multiples interprétations parfois contradictoires.

## Genèse
Le premier manuscrit du poème, donné à Georges Izambard, est du 27 juillet 1870,.
Un deuxième manuscrit a été confié à Paul Demeny en octobre 1870. 
On observe quelques variations entre les deux manuscrits : les vers 7 et 8 sont intervertis, et les trois points de suspension à la fin du onzième vers deviennent six dans le manuscrit Demeny.

## Thème et style
Le poème reprend le thème antique de la naissance de Vénus, mais d’une manière qu'on peut qualifier « d’originale, de corporelle, de sexuelle », selon les mots de Yann Vuillet. Pour Steve Murphy, c'est « incontestablement l'un des poèmes les plus provocateurs de la langue française ».
Pour Michaël Riffaterre, le poème répond à un principe d'inversion. Le poème, qu'il identifie formellement à un contre-blason, reprend les codes stéréotypés d'un éloge à Vénus mais en renversant péjorativement chaque terme : 

« Je propose de voir dans le poème une laus Veneris inverse, construite a contrario. Il doit se lire comme décrivant un modèle idéal du Beau féminin. Le tableau se déroule d’un détail à l'autre dans l’ordre stéréotypé des nus littéraires (c’est aussi l'ordre dans lequel les parties du corps sortent de l'eau). Avec cette différence qu'ici chaque détail est affecté d'un signe moins »

.

## Inspiration artistique

Pour Steve Murphy, «La Naissance de Vénus de Botticelli est suffisamment célèbre pour constituer un point de référence inéluctable du poème, sinon sur le plan de la composition du texte, du moins dans l'esprit du lecteur ».

Plusieurs tableaux peuvent avoir inspiré Rimbaud pour ce poème, parmi lesquels La Naissance de Vénus de Botticelli, ou le tableau du même nom de William Bouguereau.
Pour Steve Murphy, même si la célébrité du tableau de Botticelli en fait « un point de référence inéluctable du poème, sinon sur le plan de la composition du texte, du moins dans l'esprit du lecteur », il faut moins voir dans le poème de Rimbaud une transposition de tel ou tel tableau spécifique, que la parodie d'un topos artistique : c'est non seulement toute la veine des tableaux représentant Vénus sortant des eaux, mais également tout « un genre consacré aux Vénus, aux baigneuses, aux Suzanne au bain », que le poète prend pour cible.

## Interprétations
Pour Jacques Plessen, le poème est animé par une « misogynie rancunière » : Rimbaud y salit l'image de la femme « pour se punir » d'avoir cru, plus jeune, aux pouvoirs rédempteurs de l'amour et de la déesse Vénus, au temps où il écrivait  « Soleil et Chair ». Marcel Ruff livre une interprétation similaire : pour lui, le poème est une « réplique rageuse » aux « poèmes de printemps », « une véritable palinodie ».
Pour Steve Murphy, ces remarques sont emblématiques de ce qu'il appelle l'« interprétation traditionnelle » du poème, et qu'il conteste. Celle-ci, cherchant à situer le poème dans l'évolution psychologique de son auteur, oppose Vénus Anadyomène à Credo in unam. Celui-ci serait l’œuvre d'un parnassien jeune et naïf faisant l'éloge de la femme et de la beauté idéale, tandis que Vénus anadyomène serait une réponse misogyne, vengeuse et désillusionnée, motivée par des déceptions sentimentales ou sexuelles vécues entre-temps par Rimbaud. Murphy, au contraire, envisage que le poème soit, non « une façon pour le poète de cracher sur le corps de la femme, mais d'évoquer au contraire la souillure de la femme prolétarienne par l'homme ».